# Коела
Ко́ела (ест. Koela küla) — село в Естонії, у волості Ляене-Ніґула повіту Ляенемаа.

## Населення
Чисельність населення на 31 грудня 2011 року становила 46 осіб.

## Географія
Через населений пункт проходять автошляхи 11230 (Гар'ю-Рісті — Ріґулді — Винткюла) та 16102 (Ору — Таґавере).

## Історія
До 27 жовтня 2013 року село входило до складу волості Таебла.

## Пам'ятки
- Фермерський музей (Koela talumuuseum), заснований 1987 року, представляє повсякденне життя сільського господарства 19-го століття.